# João Vário
Pour les articles homonymes, voir Vario.
João Vário – principal pseudonyme de João Manuel Varela, également connu sous le nom de Timóteo Tio Tiofe ou G. T. Didial –, né le 7 juin 1937 à Mindelo sur l'île de São Vicente et mort le 7 août 2007 dans la même ville, est un poète, conteur, essayiste et professeur de médecine cap-verdien.

## Biographie

### Etude et jeunesse
Après avoir achevé le lycée au Cap Vert, il étudier la médecine à l'université de Coimbra en 1956, puis de Lisbonne et poursuit ses études à l'Université d'Anvers où il obtient son doctorat en médecine et où il enseigne en tant que professeur de neuropatologie et de neurobiologie. Il était le plus brillant de la faculté et ses notes étaient les plus élevées de l'échelle. Ses examens oraux étaient si spectaculaires qu'ils ont réuni tous les collègues qui l'admiraient beaucoup.
Médecin, neuroscientifique et professeur universitaire à l'Instituto superior de engenharia e ciências do mar (ISECMAR), il a donné son nom à une maladie, le Syndrome Varela. Il a vécu plus de 40 ans hors de l'archipel, dont 10 ans comme exilé politique.